# Prix de Diane
El Prix de Diane, también conocido como Oaks Francés, es una de las más importantes carreras de Grupo 1 en Francia abierta a potrancas pura sangre inglés de 3 años. Se disputa en el hipódromo de Chantilly sobre la distancia de 2,100 metros (aprox. 1 milla y 2½ furlones), y se corre mes de junio.
Es el equivalente al Oaks de Epsom, en el Reino Unido, y al Premio Beamonte - Oaks Español, en España.

## Historia
La carrera se llama así en honor a la diosa mitológica Diana (en francés, "Diane"). Se corrió por primera vez en 1843 e inicialmente estaba reservada a potrancas nacidas y criadas en Francia. La distancia se estableció en 2,100 metros, unos 300 metros menos que su equivalente inglesa. Se disputó en Versalles durante la Revolución de 1848, y se canceló por la Guerra Franco-Prusiana en 1871.
El Prix de Diane, fue abandonado durante la Primera Guerra Mundial, no disputándose entre 1915 y 1918. Las primeras dos ediciones después de la Guerra se disputaron en ParisLongchamp, y volvió a Chantilly en 1921. Se volvió a correr en ParisLongchamp en 1936.
La carrera se volvió a cancelar en 1940 debido a la Segunda Guerra Mundial. Se volvió a disputar en Longchamp durante los años 1941 y 1942, y en Le Tremblay, sobre 2,150 metros en 1943 y 1944. Volvió a Longchamp durante tres años, abriéndose a potrancas de cualquier nacionalidad. La primera potranca de nacionalidad extranjera que la ganó fue Sweet Mimosa en 1970.
El presente sistema de valoración de la carrera fue introducido en 1971, siendo el Prix de Diane clasificado como Grupo 1, nivel máximo mundial. Debido a una huelga de mozos de cuadra en 1975, la carrera se canceló. 
La carrera fue patrocinada por Revlon de 1977 a 1982, y por Hermès entre 1983 y 2007. No tuvo sponsor entre de 2008 a 2010, para ser patrocinada por Longines desde entonces.
Solamente dos potrancas han ganado ambos Prix de Diane y el Oaks de Epsom - Fille de l'Air en 1864 y Pawneese en 1976. Seis ganadoras del Prix de Diane han ganado también el Prix de l'Arc de Triomphe, siendo Treve la última en 2013.

## Victorias españolas
Aunque ninguna potranca entrenada en España ha vencido en el Prix de Diane, sí que lo han conseguido 4 potrancas de propiedad española, tres de ellas entrenadas en Francia y una en Inglaterra . En 1996, Sil Sila, entrenada en Inglaterra, lo ganó para el olímpico Luis Álvarez Cervera. Avenir Certain y La Cressoniere lo ganaron en 2014 y 2016 para el propietario español Antonio Caro; y Blue Rose Cen lo ganó para Yeguada Centurión en 2023.

## Palmarés desde 1969
| Año  | Ganadora           | País                    | Padre             | Jockey                | Entrenador             | Proprietario                                | Segunda            | Tercera            | Tiempo        |
| ---- | ------------------ | ----------------------- | ----------------- | --------------------- | ---------------------- | ------------------------------------------- | ------------------ | ------------------ | ------------- |
| 2024 | Sparkling Plenty   | Bandera de Francia      | Kingman           | Tony Piccone          | Patrice Cottier        | Jean-Pierre-Joseph Dubois                   | Survie             | Tamfana            | 2'07"64       |
| 2023 | Blue Rose Cen      | Bandera de Francia      | Churchill         | Aurélien Lemaître     | Christopher Head       | Yeguada Centurión                           | Never Ending Story | Tasmania           | 2'05"90       |
| 2022 | Nashwa             | Bandera del Reino Unido | Frankel           | Hollie Doyle          | John & Thady Gosden    | Imad Al Sagar                               | La Parisienne      | Rosacea            | 2'06"63       |
| 2021 | Joan of Arc        | Bandera de Irlanda      | Galileo           | Ioritz Mendizabal     | Aidan O'Brien          | Derrick Smith, John Magnier & Michael Tabor | Philomène          | Burgarita          | 2'09"06       |
| 2020 | Fancy Blue         | Bandera de Irlanda      | Deep Impact       | Pierre-Charles Boudot | Donnacha O'Brien       | Derrick Smith, John Magnier & Michael Tabor | Alpine Star        | Peaceful           | 2'05"46       |
| 2019 | Channel            | Bandera de Francia      | Nathaniel         | Pierre-Charles Boudot | Francis-Henri Graffard | Samuel de Barros                            | Commes             | Grand Glory        | 2'08"70       |
| 2018 | Laurens            | Bandera del Reino Unido | Siyouni           | P.-J. Mc Donald       | Karl Burke             | John Dance                                  | Musis Amica        | Homérique          | 2'06"11       |
| 2017 | Senga              | Bandera de Francia      | Blame             | Stéphane Pasquier     | Pascal Bary            | Familia Niarchos                            | Sistercharlie      | Terrakova          | 2'05"97       |
| 2016 | La Cressonnière    | Bandera de Francia      | Le Havre          | Cristian Demuro       | Jean-Claude Rouget     | Gérard Augustin-Normand & Antonio Caro      | Left Hand          | Volta              | 2'09"45       |
| 2015 | Star of Seville    | Bandera del Reino Unido | Duke of Marmalade | Lanfranco Dettori     | John Gosden            | Lady Bamford                                | Physiocrate        | Little Nightingale | 2'05"69       |
| 2014 | Avenir Certain     | Bandera de Francia      | Le Havre          | Grégory Benoist       | Jean-Claude Rouget     | Antonio Caro & Gérard Augustin-Normand      | Amour à Papa       | Xcellence          | 2'05"37       |
| 2013 | Treve              | Bandera de Francia      | Motivator         | Thierry Jarnet        | Christiane Head-Maarek | Haras du Quesnay                            | Chicquita          | Silasol            | 2'03"77       |
| 2012 | Valyra             | Bandera de Francia      | Azamour           | Johnny Murtagh        | Jean-Claude Rouget     | S.A. Aga Khan                               | Beauty Parlour     | Rjwa               | 2'10"10       |
| 2011 | Golden Lilac       | Bandera de Francia      | Galileo           | Maxime Guyon          | André Fabre            | Gestüt Ammerland                            | Galikova           | Glorious Sight     | 2'07"90       |
| 2010 | Sarafina           | Bandera de Francia      | Refuse to Bend    | Christophe Lemaire    | Alain de Royer-Dupré   | S.A. Aga Khan                               | Rosanara           | Sandbar            | 2'07"80       |
| 2009 | Stacelita          | Bandera de Francia      | Monsun            | Christophe Lemaire    | Jean-Claude Rouget     | Martin Schwartz                             | Tamazirte          | Plumania           | 2'06"20       |
| 2008 | Zarkava            | Bandera de Francia      | Zamindar          | Christophe Soumillon  | Alain de Royer-Dupré   | S.A. Aga Khan                               | Gagnoa             | Goldikova          | 2'07"10       |
| 2007 | West Wind          | Bandera de Francia      | Machiavellian     | Lanfranco Dettori     | Henri-Alex Pantall     | Sheikh Mohammed al Maktoum                  | Mrs Lindsay        | Diyakalanie        | 2'06"30       |
| 2006 | Confidential Lady  | Bandera del Reino Unido | Singspiel         | Sebastian Sanders     | Sir Mark Prescott      | Cheveley Park Stud                          | Germance           | Queen Cleopatra    | 2'05"90       |
| 2005 | Divine Proportions | Bandera de Francia      | Kingmambo         | Christophe Lemaire    | Pascal Bary            | Familia Niarchos                            | Argentina          | Paita              | 2'06"30       |
| 2004 | Latice             | Bandera de Francia      | Inchinor          | Christophe Soumillon  | Jean-Marie Béguigné    | Enrico Ciampi                               | Millionaia         | Grey Lilas         | 2'07"         |
| 2003 | Nebraska Tornado   | Bandera de Francia      | Storm Cat         | Richard Hughes        | André Fabre            | Khalid Abdullah                             | Time Ahead         | Musical Chimes     | 2'08"10       |
| 2002 | Bright Sky         | Bandera de Francia      | Wolfhound         | Dominique Bœuf        | Elie Lellouche         | Écurie Wildenstein                          | Dance Routine      | Ana Marie          | 2'07"60       |
| 2001 | Aquarelliste       | Bandera de Francia      | Danehill          | Dominique Bœuf        | Elie Lellouche         | Écurie Wildenstein                          | Nadia              | Time Away          | 2'09"50       |
| 2000 | Egyptband          | Bandera de Francia      | Dixieland Band    | Olivier Doleuze       | Christiane Head-Maarek | Wertheimer & Frère                          | Volvoreta          | Goldamix           | 2'08"50       |
| 1999 | Daryaba            | Bandera de Francia      | Night Shift       | Gérald Mossé          | Alain de Royer-Dupré   | S.A. Aga Khan                               | Star of Akkar      | Visionnaire        | 2'16"10       |
| 1998 | Zainta             | Bandera de Francia      | Kahyasi           | Gérald Mossé          | Alain de Royer-Dupré   | S.A. Aga Khan                               | Abbatiale          | Insight            | 2'11"20       |
| 1997 | Vereva             | Bandera de Francia      | Kahyasi           | Gérald Mossé          | Alain de Royer-Dupré   | S.A. Aga Khan                               | Mousse Glacée      | Brilliance         | 2'08"20       |
| 1996 | Sil Sila           | Bandera de Francia      | Marju             | Cash Asmussen         | Bryan Smart            | Luis Álvarez Cervera                        | Miss Tahiti        | Matiya             | 2'07"30       |
| 1995 | Carling            | Bandera de Francia      | Garde Royale      | Thierry Thulliez      | Corinne Barbe          | Écurie Delbart                              | Matiara            | Tryphosa           | 2'07"70       |
| 1994 | East of the Moon   | Bandera de Francia      | Private Account   | Cash Asmussen         | François Boutin        | Familia Niarchos                            | Her Ladyship       | Agathe             | 2'07"30       |
| 1993 | Shemaka            | Bandera de Francia      | Nishapour         | Gérald Mossé          | Alain de Royer-Dupré   | S.A. Aga Khan                               | Baya               | Dancienne          | 2'16"00       |
| 1992 | Jolypha            | Bandera de Francia      | Lyphard           | Pat Eddery            | André Fabre            | Khalid Abdullah                             | Sheba Dancer       | Verveine           | 2'09"05       |
| 1991 | Caerlina           | Bandera de Francia      | Caerleon          | Eric Legrix           | Jean de Roualle        | K. Nitta                                    | Magic Night        | Louve Romaine      | 2'10"50       |
| 1990 | Rafha              | Bandera del Reino Unido | Diesis            | Willy Carson          | Henry Cecil            | Prince Faisal                               | Moon Cactus        | Air de Rien        | 2'11"70       |
| 1989 | Lady in Silver     | Bandera del Reino Unido | Silver Hawk       | Tony Cruz             | Roger Wojtowiez        | Abdul Karim                                 | Louveterie         | Premier Amour      | 2'10"60       |
| 1988 | Resless Kara       | Bandera de Francia      | Akarad            | Gérald Mossé          | François Boutin        | Jean-Luc Lagardère                          | Rivière d'Or       | Raintree Renegade  | 2'07"50       |
| 1987 | Indian Skimmer     | Bandera del Reino Unido | Storm Bird        | Steve Cauthen         | Henry Cecil            | Sheikh Mohammed al Maktoum                  | Miesque            | Masmouda           | 2'11"40       |
| 1986 | Lacovia            | Bandera de Francia      | Majestic Light    | Freddy Head           | François Boutin        | Gerry Oldham                                | Secret Form        | Galunpe            | 2'07"00       |
| 1985 | Lypharita          | Bandera de Francia      | Lightning         | Lester Piggott        | André Fabre            | Luay Tewfik Al Swaidi                       | Fitnah             | Persona            | 2'05"90       |
| 1984 | Northern Trick     | Bandera de Francia      | Northern Dancer   | Cash Asmussen         | François Boutin        | Familia Niarchos                            | Grise Mine         | Pampa Bella        | 2'11"60       |
| 1983 | Escaline           | Bandera de Francia      | Arctic Tern       | Gary W. Moore         | John Fellows           | Mrs John Fellows                            | Smuggly            | Air Distingué      | 2'07"80       |
| 1982 | Harbour            | Bandera de Francia      | Arctic Tern       | Freddy Head           | Christiane Head        | Écurie Aland                                | Akiyda             | Paradise           | 2'16"80       |
| 1981 | Madam Gay          | Bandera del Reino Unido | Star Appeal       | Lester Piggott        | Paul Kelleway          | Geoffrey Kaye                               | Val Derica         | April Run          | 2'06"50       |
| 1980 | Mrs Penny          | Bandera del Reino Unido | Great Nephew      | Lester Piggott        | Ian Balding            | Eric Kronfeld                               | Aryenne            | Paranete           | 2'10"10       |
| 1979 | Dunette            | Bandera de Francia      | Hard to Beat      | Georges Doleuze       | E. Chevalier du Fau    | Mrs Harry Love                              | Three Troikas      | Producer           | 2'08"60       |
| 1978 | Reine de Saba      | Bandera de Francia      | Lyphard           | Freddy Head           | Alec Head              | Jacques Wertheimer                          | Cistus             | Calderina          | 2'09"40       |
| 1977 | Madelia            | Bandera de Francia      | Caro              | Yves Saint-Martin     | Angel Penna            | Daniel Wildenstein                          | Trillion           | Fabuleux Jane      | 2'10"30       |
| 1976 | Pawneese           | Bandera de Francia      | Carvin            | Yves Saint-Martin     | Angel Penna            | Daniel Wildenstein                          | Riverqueen         | Lagunette          | 2'09"00       |
| 1975 | no se disputó      | no se disputó           | no se disputó     | no se disputó         | no se disputó          | no se disputó                               | no se disputó      | no se disputó      | no se disputó |
| 1974 | Highclere          | Bandera del Reino Unido | Queen's Hussar    | Joe Mercer            | Dick Hern              | S.M. La Reina                               | Comtesse du Loir   | Odisea             | 2'07"70       |
| 1973 | Allez France       | Bandera de Francia      | Sea Bird          | Yves Saint-Martin     | Albert Klimscha        | Daniel Wildenstein                          | Dahlia             | Virunga            | 2'07"50       |
| 1972 | Rescousse          | Bandera de Francia      | Emerson           | Yves Saint-Martin     | Geoffroy Watson        | Baron de Redé                               | Prodice            | Paysanne           | 2'10"30       |
| 1971 | Pistol Packer      | Bandera de Francia      | Gun Bow           | Freddy Head           | Alec Head              | Ghislaine Head                              | Cambirizza         | Dixie              | 2'12"20       |
| 1970 | Sweet Mimosa       | Bandera del Reino Unido | Le Levanstell     | Bill Williamson       | Seamus McGrath         | Seamus McGrath                              | Highest Hopes      | Pampered Miss      | 2'11"00       |
| 1969 | Crepellana         | Bandera de Francia      | Crepello          | Roger Poincelet       | Maurice Vacquet        | Marcel Boussac                              | Saraca             | Glaneuse           | 2'12"10       |

## Ganadoras anteriores
| - 1843: Nativa - 1844: Lanterne - 1845: Suavita - 1846: Dorade - 1847: Wirthschaft - 1848: Serenade - 1849: Vergogne - 1850: Fleur de Marie - 1851: Hervine - 1852: Bounty - 1853: Jouvence - 1854: Honesty - 1855: Ronzi - 1856: Dame d'Honneur - 1857: Mademoiselle de Chantilly - 1858: Etoile du Nord - 1859: Geologie - 1860: Surprise - 1861: Finlande - 1862: Stradella - 1863: La Toucques - 1864: Fille de l'Air - 1865: Deliane - 1866: Victorieuse - 1867: Jeune Premiere - 1868: Jenny - 1869: Peripetie - 1870: Sornette - 1871: no se disputó - 1872: Little Agnes - 1873: Campeche - 1874: Destinee * - 1875: Tyrolienne * - 1876: Mondaine - 1877: La Jonchere - 1878: Brie - 1879: Nubienne - 1880: Versigny - 1881: Serpolette - 1882: Mademoiselle de Senlis - 1883: Verte Bonne | - 1884: Fregate - 1885: Barberine - 1886: Presta - 1887: Bavarde - 1888: Solange - 1889: Criniere - 1890: Wandora - 1891: Primrose - 1892: Annita - 1893: Praline - 1894: Brisk - 1895: Kasbah - 1896: Liane - 1897: Roxelane - 1898: Cambridge - 1899: Germaine - 1900: Semendria - 1901: La Camargo - 1902: Kizil Kourgan - 1903: Rose de Mai - 1904: Profane - 1905: Clyde - 1906: Flying Star - 1907: Saint Astra - 1908: Medeah - 1909: Union - 1910: Marsa - 1911: Rose Verte - 1912: Qu'elle Est Belle - 1913: Moia - 1914: Alerte - 1915–18: no se disputó - 1919: Quenouille - 1920: Flowershop - 1921: Doniazade - 1922: Pellsie - 1923: Quoi - 1924: Uganda - 1925: Aquatinte - 1926: Dorina - 1927: Fairy Legend | - 1928: Mary Legend - 1929: Ukrania - 1930: Commanderie - 1931: Pearl Cap - 1932: Perruche Bleue - 1933: Vendange - 1934: Adargatis - 1935: Peniche - 1936: Mistress Ford - 1937: En Fraude - 1938: Feerie - 1939: Lysistrata - 1940: no race - 1941: Sapotille - 1942: Vigilance - 1943: Caravelle - 1944: Pointe a Pitre - 1945: Nikellora - 1946: Pirette - 1947: Montenica - 1948: Corteira - 1949: Bagheera - 1950: Aglae Grace - 1951: Stratonice - 1952: Seria - 1953: La Sorellina - 1954: Tahiti - 1955: Douve - 1956: Apollonia - 1957: Cerisoles - 1958: Dushka - 1959: Barquette - 1960: Timandra - 1961: Hermieres - 1962: La Sega - 1963: Belle Ferronniere - 1964: Belle Sicambre - 1965: Blabla - 1966: Fine Pearl - 1967: Gazala - 1968: Roseliere |

 * En las ediciones de 1874 y 1875 terminaron en empate, pero en ambas se decidió que la carrera se repitiera.